# Base Wars
Cyber Stadium Series: Base Wars (comunemente abbreviato come: "Base Wars" o "BaseWars") è un videogioco sportivo a tema futuristico e fantascientifico, distribuito per Nintendo Entertainment System il 1º giugno  1991. 
Ambientato nel XXIV secolo, in cui i proprietari della squadra di baseball si sono stancati di pagare stipendi oltraggiosi ai giocatori, decidono di sostituirsi con dei cyborg.
Il gioco è stato l'ultimo per NES ad essere stato pubblicato da Ultra Games in modo indipendente (anche se ha pubblicato diversi altri giochi, sviluppati da altre società, per un altro anno - sia per NES che per Game Boy).

## Modalità di gioco
Pur mantenendo i ruoli del baseball classici (lanciatore, battitore, centrocampista e corridore), Base Wars aggiunge un elemento di combattimento con quattro tipologie di robot: un androide, un carro armato, un aeroplano e una motocicletta. I robot di un giocatore possono essere potenziati con armi e riparati con i soldi guadagnati dalle vittorie di gioco durante i tornei o le partite normali.

### Combattimento
Mentre il combattimento è un evento raro nel baseball tradizionale, i combattimenti sono parte integrante del gioco. 
Come spiegato nel manuale di gioco originale, qualsiasi espulsione o espulsione forzata provoca una battaglia. Le lotte tra il corridore e il robot che lo taggano sono combattute dalla vista laterale. Il risultato del combattimento determina se il corridore è al sicuro o se ha perso. 
I centrocampisti iniziano i combattimenti con una barra di energia al 100%, mentre la barra di energia del corridore di base è direttamente proporzionale alla distanza percorsa da una base alla successiva (ad esempio, un corridore che lascia la base mentre il baseman ha la palla dovrà combattere con una quantità minima di energia e verrà eliminato in breve tempo).
Un robot può perdere punti ferita venendo colpito da un tiro; attaccare con una spada laser o con una pistola laser prosciuga anche i PS, e un uso prolungato lascerà il robot con la barra della salute quasi totalmente svuotata, senza, tuttavia, eliminarlo. 
Un robot che ha perso tutti i suoi punti ferita in una partita o un battitore con HP bassi che viene colpito da un tiro esploderà e lascerà la sua squadra con un robot in meno (l'esplosione può danneggiare anche il robot vincitore). Tuttavia, in una squadra, tre robot persi si traducono in una sconfitta.

### Squadre
Base Wars comprende 14 squadre, 12 che rappresentano città e due "squadre di modifica" personalizzabili: una utilizza le pistole laser e l'altra utilizza le spade laser. 
I giocatori possono selezionare uno dei quattro tipi di robot per ogni slot del roster - della squadra di modifica.

## Accoglienza
Entertainment Weekly ha dato al gioco una B-, scrivendo che, nonostante il trucco dei giocatori meccanizzati, il gioco si svolge principalmente come il baseball "umano".